# Poltergeist
Pour les articles homonymes, voir Poltergeist (homonymie).

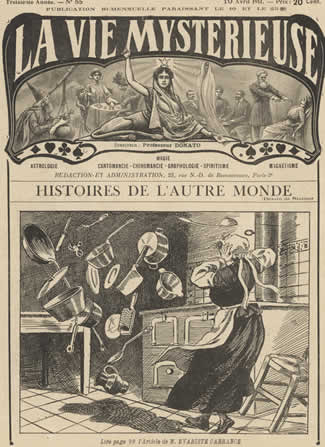
Représentation de la manifestation d'un poltergeist en 1911.

Un poltergeist, de l'allemand Poltergeist, dérivé de poltern « faire du bruit » et geist « esprit », est un phénomène paranormal consistant à faire des bruits divers, des déplacements, apparitions ou disparitions d'objets et autres phénomènes a priori inexplicables. En général, ils sont considérés comme des phénomènes de « petite hantise » qui seraient liés à la présence d'un adolescent perturbé, par opposition aux phénomènes de « grande hantise » qui supposent l'intervention de l'esprit d'un ou plusieurs morts, bien que la séparation ne soit pas toujours évidente.
Dans le système de classification de Vallée, les poltergeists entrent dans la catégorie des « anomalies à effet physique » soit AN de type II.
Même si quelques cas demeurent inexpliqués, dans de nombreux cas, les présumés poltergeists ont trouvé, tôt ou tard, une explication ordinaire satisfaisante, qu'il s'agisse de causes naturelles, de fantasmes, ou de supercheries avérées. Ce point de vue, appliqué à l'ensemble des phénomènes paranormaux, est partagé par une large partie de la communauté scientifique.

## Origine du nom
Le terme poltergeist apparaît en 1540 dans le (la) Novum Dictionarii genus (Nouveau dictionnaire) d'Erasmus Alberus. Il est employé, pour la première fois en allemand, par Martin Luther durant la Réforme protestante, dans Propos de table, pour désigner des événements qui seraient provoqués par des esprits désincarnés ou par le diable. Catherine Crowe l'utilise pour la première fois en anglais en 1848 et c'est la médium roumaine Eleonore Zugun qui, au milieu du XXe siècle, le popularise en se faisant appeler « fille de Poltergeist ». Paradoxalement, les Allemands utilisent désormais plus volontiers le terme Spuk.
Poltergeist est un nom absent de la quasi-totalité des grands dictionnaires français contemporains. On le traduit couramment par l'expression « esprit frappeur ». Pour le remplacer, l'écrivain et parapsychologue René Sudre a proposé sans succès le néologisme thorybisme, par dérivation du mot grec θόρυϐος / thórubos signifiant « bruit » ou « trouble ». En 1948, le docteur Thomas Bret utilise, sans plus de succès, l'expression Métapsychorragie métacinétique.

## Nature du phénomène

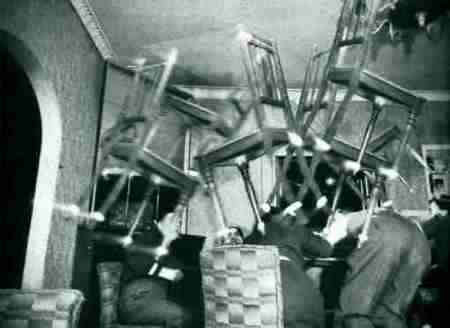
Un ballet de chaises volantes.

Les manifestations d'un poltergeist présentent tout ou partie d'une gamme considérable d'effets défiant la raison : coups ou bruits violents de percussion, bruits divers, sans cause identifiable ; jets de pierres ou de débris inexpliqués, visant l'intérieur ou l'extérieur d'une maison (lithobolie) ; déplacement ou projection d'objets (parfois brisés), pouvant aller jusqu'à leur lévitation ou leur apparente téléportation à travers des parois solides. Plus rarement : combustions spontanées ; actions sur les personnes : contacts, griffures, morsures et lévitations,, ; emploi d'une voix spectrale (utilisation des « fausses cordes vocales » des victimes) et apparitions. Voici la description qu'en fait Ernest Bozzano :

« Outre les phénomènes auxquels nous avons fait allusion, de meubles qui se déplacent, de fenêtres et portes qui claquent, de vaisselle qui se brise, il s'agit très souvent de sonnettes qui ne cessent de s'agiter bruyamment sans cause apparente, même après qu'elles ont été isolées par la suppression des cordons et des fils. Tout aussi fréquents sont les cas de « pluies de pierres », présentant des traits caractéristiques fort remarquables, comme lorsque les pierres parcourent des trajectoires contraires aux lois physiques, ou s'arrêtent en l'air, ou tombent lentement, ou atteignent avec une dextérité très insolite un but déterminé, ou frappent sans faire de mal, ou bien sans rebondir ensuite, comme si elles étaient empoignées par une main invisible ; ou comme lorsque les pierres se trouvent être chaudes, voire brûlantes. En d'autres circonstances, les draps sont violemment arrachés des lits des personnes couchées, ces dernières étant soulevées et déposées doucement sur le sol, si toutefois les lits eux-mêmes ne sont pas renversés. »

— Ernest Bozzano, Les Phénomènes de hantise
Les manifestations semblent en général purement « gratuites » et totalement dénuées de cause et de logique. Malgré des dégâts matériels, parfois importants, les personnes présentes sont rarement blessées :

« Mais ce qui nous a le plus étonnés, c'est qu'aucune des 300 pierres jetées n'ait touché personne ; le premier jour, mon petit garçon était au jardin, ma petite fille dormait au premier, dans son berceau près de la fenêtre ouverte ; ils n'ont été incommodés en aucune façon ; la bonne a reçu, il est vrai, un quart de brique sur la tête, mais elle n'en a presque pas souffert ; mon beau-père a été touché au bras et il s'est écrié “Tiens, je n'ai rien senti”. »

— Ernest Bozzano, Les Phénomènes de hantise
Le phénomène est rapporté dans toutes les régions du monde, en Europe et aux États-Unis, mais aussi en Chine, en Afrique, en Amérique du Sud, au Japon, en Inde, en Nouvelle-Zélande, en Patagonie, aux Antilles, à Java, etc. Il est aussi présent à toutes les époques: le chercheur Hereward Carrington (en) en a identifiés cinq antérieurs à l'an mil, et 130 entre le XIe siècle et la fin du XIXe siècle,,. Toutefois, une étude concernant les phénomènes « psi » dans l'antiquité, ne trouve « aucun récit préchrétien reconnaissable » décrivant un poltergeist, bien que Suétone cite le cas d'un homme qui, s'étant endormi dans un lieu sacré, s'en est trouvé soudain éjecté, avec son lit, « par une force occulte subite ».

## Légende ou réalité?
S'agissant de phénomènes dits paranormaux ou surnaturels, de nombreux témoignages sont souvent le fruit d'une imagination excessive de la part des témoins, voire de désordres psychologiques. Dans le cas des « esprits frappeurs » il s'agit, dans la plupart des cas relevés, de bruits naturels venant du « travail » des menuiseries ou de la maçonnerie, du passage de petits animaux ou du bruit de cours d'eau souterrains. S'y ajoutent évidemment des supercheries délibérées, des plaisanteries de mauvais goût et des actes de malveillance.
Selon le professeur Charles Richet :

« Mais pour les phénomènes objectifs la difficulté est autre. Là en effet toutes les fraudes sont possibles, et l'expérience a prouvé que les fraudes étaient fréquentes, très fréquentes. Quand, dans une maison dite hantée, s'entendent des fracas divers, bruits de portes qui s'ouvrent et se ferment, roulement de meubles, bris de vaisselles, et tout le cortège ridicule de manifestations qui est de coutume dans les hantises, l'idée vient tout d'abord qu'il s'agit d'une forte plaisanterie, faite par des individus mal intentionnés, des domestiques renvoyés, des gens intéressés à faire quitter la maison à tel ou tel de ses habitants. Le plus souvent il faut incriminer, comme cause de ces infestations, de très jeunes gens, de l'un ou l'autre sexe, à demi idiots, à demi vicieux, qui, sans trop comprendre ce qu'ils font, jettent des pierres, cassent des vitres, en dissimulant leurs gestes et en laissant croire qu'ils sont restés immobiles, n'ayant d'autre motif que de tromper. »

— Charles Richet, Traité de Métapsychique

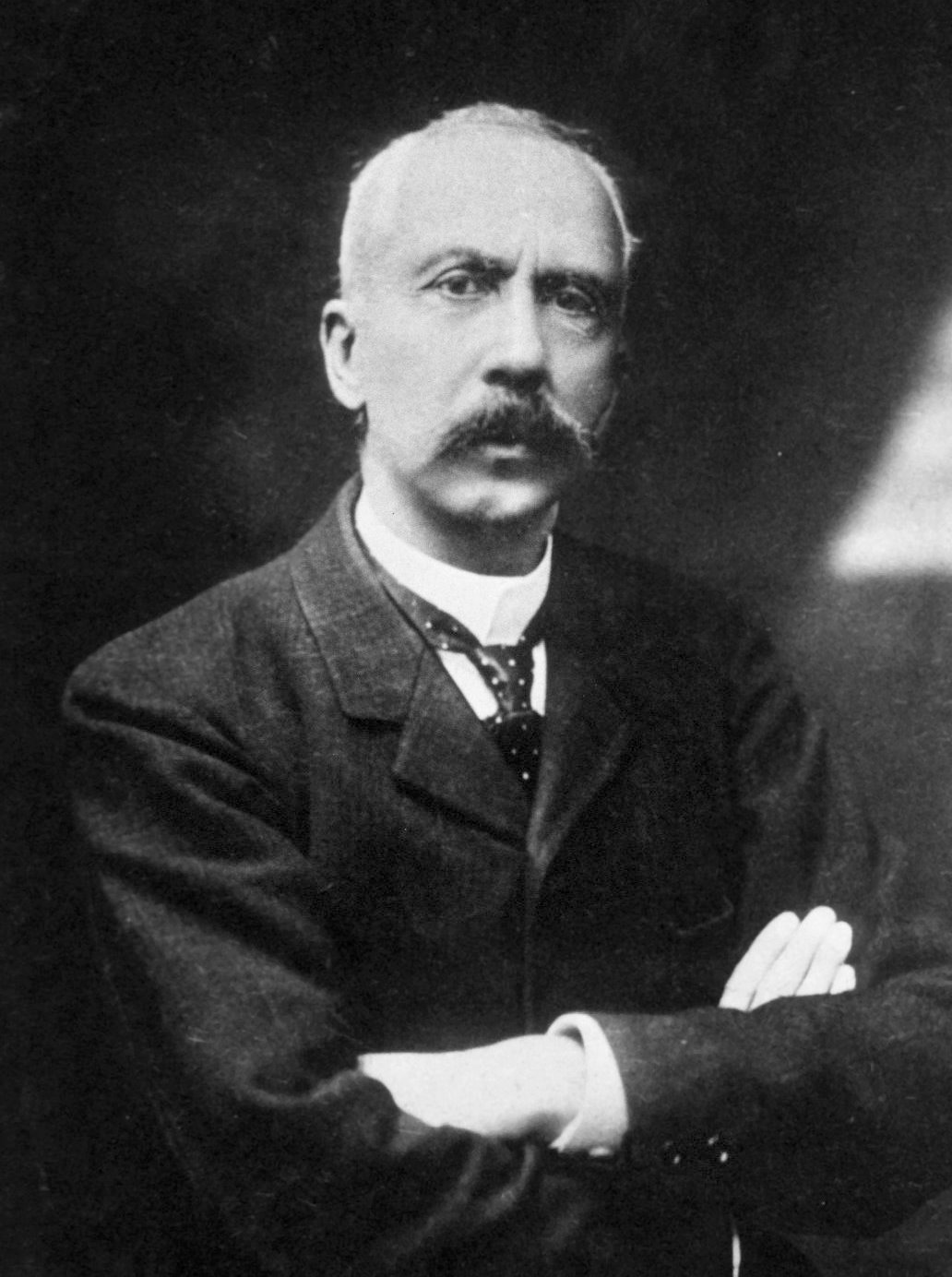
Charles Richet.

Toutefois, il reste un grand nombre de témoignages, de toutes les époques et dans toutes les cultures, qui tendent à démontrer qu'il se produit épisodiquement des phénomènes inexpliqués, constatés par des témoins dignes de foi et donnant parfois lieu à de très officiels constats de gendarmerie ou à des enquêtes approfondies, éventuellement accompagnées d'enregistrements physiques ou photographiques.
Comme le note Pascale Catala :

« Dans les dossiers sur lesquels ils enquêtaient, les parapsychologues ont souvent découvert que des sujets simulaient les poltergeists en provoquant eux-mêmes les dégâts (en cassant des objets ou les renversant, en lançant des pierres, etc.). Alan Gauld a relevé des “fraudes” dans 12 % des cas, et Hans Bender dans 26 %, et ceci même dans les cas où l'on avait pu mettre en évidence par ailleurs des événements paranormaux. Il convient donc de rester très prudent et d'adopter une attitude nuancée : ce n'est pas parce qu’un sujet fraude ou simule, qu'il s'agit obligatoirement d'un faux poltergeist. Tizané faisait remarquer que les gendarmes prenaient souvent un sujet en flagrant délit, et décrétaient que l'affaire était résolue, alors qu'il n'en était rien, certains phénomènes restant totalement inexpliqués. »

— Pascale Catala, Apparitions et hantises
Le docteur Maxwell avait, en son temps, fait des remarques allant dans le même sens :

« Nous ne savons pas en effet quelles sont les causes qui peuvent amener certains sujets à frauder : dans la majeure partie des cas, on ne trouve aucun intérêt qui puisse les guider ; on ne s'explique pas l'origine des manifestations ; on ne comprend pas comment des petites filles de dix ou douze ans aient eu l'idée d'imaginer de lancer des pierres, de casser des vitres ou de faire danser des fauteuils et voltiger des assiettes. L'explication de leur conduite devient au contraire facile, si nous supposons que des phénomènes vrais ont précédé l'imitation qu'en fait le jeune sujet et lui en ont suggéré l'idée. Nous serions en présence de ces cas de fraude mixte, où quelques vérités se mêlent aux mensonges, cas fréquemment observables chez les sujets professionnels du somnambulisme ou du spiritisme. »

— Dr Maxwell, Bulletin de l'Institut Général Psychologique

## Cas expliqués anciens

### Londres (Angleterre) 1762
Origine criminelle
En 1762, des grattements et des coups se font entendre dans un appartement situé au 20 de la rue Cock Lane à Londres, accompagnés d'apparitions fantomatiques. L'affaire défraye la chronique et va jusqu'à provoquer une controverse religieuse entre les églises méthodiste et anglicane. Finalement, une commission nommée par le maire de Londres, conclut à une fraude intéressée. Plusieurs enquêtes confirment cette opinion et un procès condamne les cinq protagonistes de la supercherie à diverses peines.

### Nantes (France),XIXesiècle
Origine naturelle
La maison du conventionnel Jean-Baptiste Carrier, responsable des terribles noyades de Nantes, située trois place du Commerce à Nantes, était réputée hantée à cause des bruits sourds qu'on y entendait, jusqu'à ce qu'on en attribue l'origine à une rivière souterraine.

## Cas expliqués récents

### Enfield (Angleterre) 1977
Un phénomène spectaculaire de poltergeist s'est déroulé à Enfield, dans la banlieue nord de Londres, et a été abondamment décrit dans la presse de l'époque. Il a été déclaré « le poltergeist le plus intéressant jamais connu ». La famille Harper est composée d'une mère divorcée et de ses quatre enfants : Margaret (13 ans), Janet (11 ans), Johnny (10 ans) et Billy (7 ans). À partir du 31 août 1977, la maison fut le lieu d'un festival inouï de plus de 1 500 manifestations : objets et meubles renversés ou se déplaçant seuls, draps de lits soulevés, Janet mise en lévitation, bruits et voix diverses, aboiements de chiens, apparitions, objets semblant traverser les murs, départs de feux dans des tiroirs, objets déformés… Ces faits ont été suivis en permanence durant 13 mois par deux enquêteurs de la SPR, Maurice Grosse et Guy Lyon Playfair. Une trentaine de personnes en ont été les témoins directs, dont des policiers, des journalistes de la BBC et du Daily Mirror, des voisins et diverses personnalités. Malgré l'aveu ultérieur par Janet de quelques tentatives de fraudes pour tester les enquêteurs (qui les ont d'ailleurs repérées), pour des enquêteurs de la SPR, la plupart des phénomènes semblent ne pas pouvoir avoir été provoqués artificiellement. Les voix et les bruits sont enregistrés et des scènes déroutantes sont parfois photographiées. Les plus célèbres sont censées représenter Janet Harper en lévitation. Toutefois, lorsqu'on juxtapose chronologiquement les images publiées à divers endroits, on observe la décomposition de ce qui semble être un saut ordinaire.
Des membres du Committee for Skeptical Inquiry, tels que Joe Nickell, Deborah Hyde (en) et Milbourne Christopher (en), ont critiqué les enquêteurs pour leur crédulité tout en identifiant également les caractéristiques de l'affaire comme révélatrices d'une supercherie ,,.
Il apparaît que c'est Janet qui est l'épicentre des évènements et la plus souvent visée. Durant le séjour qu'elle fait dans un hôpital, fin juillet 1978, les manifestations décrurent d'intensité, pour cesser définitivement après l'intervention d'un médium hollandais. Malgré le travail d'enquête considérable des deux enquêteurs, logeant souvent sur place, plusieurs personnalités affirmèrent que toutes les manifestations étaient organisées par les enfants,.
Inspirée par ces événements, une mini-série télévisée britannique de trois épisodes de 45 minutes, Le Mystère Enfield, a été produite en 2015. Initialement diffusée sur la chaîne Sky, elle a été projetée le 3 juillet 2015 au Festival Série Series de Fontainebleau puis diffusée en France sur Arte.
Le film Conjuring 2 : le cas Enfield, réalisé par James Wan en 2016, s'inspire également de ces événements. Le générique de fin présente des enregistrements d'époque ainsi qu'une mise en parallèle des photographies originales et de celles recréées pour les besoins du film.

### Séron (France) 1979
Origine criminelle
Du 6 au 25 août 1979, une centaine de départs de feux se déclarent spontanément à de nombreux endroits d'une vaste maison, occupée par une même famille, située dans le petit village de Séron dans les Hautes-Pyrénées. Après être restée discrète presque une semaine, l'affaire explose au grand jour et prend une ampleur médiatique démesurée. Durant presque trois semaines, curieux, voyants, médiums et parapsychologues se bousculent et proposent chacun leur explication du phénomène, présumé être un poltergeist. Le journal l'Aurore titre en grosses lettres sa une du 15 août : « Les mystères de la maison hantée ». Quelque deux cents journalistes français et étrangers couvrent l'évènement qui prend un retentissement international : le magazine américain Newsweek va jusqu'à lui consacrer une page entière.
Finalement, le 28 août, les gendarmes démasquent les responsables qui n'ont rien de surnaturel : ce sont Roger Lahore, le fils de la famille, et sa jeune complice Michèle, une adolescente qui était employée par les propriétaires. Il semble qu'il s'agissait à l'origine d'une tentative d'escroquerie à l'assurance dont les auteurs ont perdu le contrôle. Jugés le 29 janvier 1984, ils sont condamnés respectivement à 18 et 12 mois de prison avec sursis.

### Vailhauquès (France) 1987
Origine naturelle

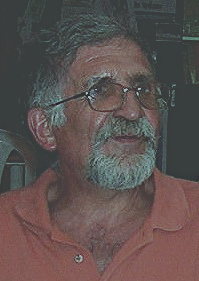
Yves Lignon.

En novembre 1987, le calme d'une maison du village de Vailhauquès est troublé par des coups sourds et répétés. La gendarmerie enquête, mais ne trouve pas la cause du phénomène. Début février 1988, le parapsychologue Yves Lignon y voit un phénomène paranormal, mais un journaliste scientifique du journal Le Midi Libre et un géologue du Laboratoire départemental d'équipement, M. Gilly, attribuent les bruits aux coups de boutoir d'une rivière souterraine dans le puits à eau attenant. Yves Lignon rétorquant que cette hypothèse ne suffit pas à rendre compte de l'ensemble des observations effectuées. Une longue polémique entre lui et le Cercle Zététique s'ensuivra.

### Montpellier (France) 1996
Origine imaginaire
Une habitante de Montpellier, vivant seule avec ses quatre enfants, demande à l'office des HLM de lui trouver un nouvel appartement, celui qu'elle occupe étant le siège de phénomènes paranormaux effrayants de type poltergeist. Ayant obtenu l'autorisation de déménager, il apparaît que les manifestations recommencent dans le nouvel appartement. Une enquête, réalisée a posteriori par Jacques Exertier et Laurent Puech du Cercle Zététique, conduit à trouver une explication rationnelle aux rares manifestations récentes et à noter la très grande fragilité des témoignages concernant les manifestations passées, qui n'ont jamais été constatées par des tiers, et semblent, à l'évidence, imaginaires.

### Amnéville (France) 2014
Origine criminelle
Le 20 août 2014 à partir de 13 heures, un couple d'une soixantaine d'années, habitant un pavillon récent situé rue du Général-Kellerman à Amnéville, voit l'intérieur de sa maison et son jardin inexplicablement ravagés. Après une accalmie, le phénomène reprend de plus belle en fin d'après-midi sans que le propriétaire des lieux arrive à en déterminer la cause. Famille, voisins, proches et curieux se succèdent. Les policiers de la ville voisine d'Hagondange, appelés sur les lieux vers 19 heures, enregistrent dans la main courante du commissariat « des dégradations sans explication ». Si les dégâts sont largement constatés et filmés, personne d'autre que le propriétaire n'est témoin des manifestations. La présence sur les lieux du filleul de son épouse, âgé de 12 ans, et le fait que l'intervention d'un prêtre avait été sollicitée l'année précédente pour mettre fin à des bruits bizarres qu'elle disait entendre, orientent immédiatement les commentateurs sur l'hypothèse d'un poltergeist. Les faits se produisant au creux de la période estivale, ils sont largement repris dans les médias locaux et nationaux. Les époux ayant déposé une plainte, une enquête est diligentée par le parquet. Elle débouche le mois suivant sur les aveux de la propriétaire qui reconnait avoir été à l'origine des évènements au cours d'une crise de nerfs. Mise en examen pour « dénonciation mensongère ayant entraîné des recherches inutiles », la procédure a été annulée le 12 novembre suivant par le tribunal correctionnel de Metz en raison de l'état psychologique de la responsable.

## Cas inexpliqués anciens

### Joigny (France) début duXIesiècle
Selon le moine chroniqueur Raoul Glaber :

« Au même temps un présage merveilleux et digne de trouver place ici se manifesta près du château de Joigny, chez un noble homme, nommé Arlebaud. Pendant trois ans, il tomba presque continuellement, dans toute sa maison, des pierres de diverses grandeurs, dont on peut voir encore des monceaux tout autour de sa demeure. Venaient-elles de l'air, ou pénétraient-elles par le toit? C'est ce que personne ne peut dire. Ce qu'il y a de sûr, c'est que cette pluie, qui ne s'arrêtait ni la nuit, ni le jour, ne blessa pas une seule personne, et même ne brisa pas un vase. »

— J.-L.-J. Brière, Chronique de Raoul Glaber

### Paris (France) 1846
En novembre 1846, une maison située en bordure des travaux de ce qui sera la rue Racine à Paris est bombardée chaque soir par des pierres de toutes tailles qui défoncent portes, fenêtres, toits et planchers. L'habitant des lieux, M. Lerrible, dépose 30 plaintes auprès de la police. Des agents sont placés en surveillance, le commissaire de police et même le chef de la sûreté se rendent sur place. Un peloton du 24e régiment de chasseurs est même dépêché sur les lieux, sans résultat. Tous les journaux de l'époque relatent l'affaire, à commencer par la Gazette des Tribunaux. Au bout de trois semaines le phénomène cessa aussi brusquement qu'il avait commencé. On prétendit, sans autre précision, qu'un homme avait été pris sur le fait et emprisonné. Le journal La Patrie ayant publié que le coupable était M. Lerrible lui-même, celui-ci assigna le journal en justice pour diffamation et gagna son procès. Au cours des débats, il ne fut nullement fait état de l'arrestation d'un vrai coupable,. Interrogé par un chercheur, la réponse du remplaçant du commissaire de police fut d'ailleurs sans ambiguïté :

« Monsieur le commissaire de police vous affirmerait comme moi, Monsieur, que malgré nos infatigables recherches, on n'a jamais pu rien découvrir, et je peux vous assurer à l'avance qu'on ne découvrira jamais rien ! »

— Ernest Bozzano, Les Phénomènes de hantise

### Le Château des Noyers (France), 1875
Entre 1875 et 1876, le Château des Noyers, sur la commune du Tourneur, dans le département du Calvados est le lieu d'une série de manifestations spectaculaires avec bruits et déplacements d'objets de toute nature. Le propriétaire des lieux fera une enquête approfondie et tiendra un journal détaillé des évènements. Ce document accompagné d'attestations écrites de nombreux témoins fera l'objet d'un compte-rendu détaillé publié dans en 1893, puis repris comme cas d'école par de nombreux chercheurs en phénomènes paranormaux, notamment Camille Flammarion qui en fait le cas le plus significatif de son ouvrage sur Les Maisons hantées (1923). Plus récemment un journal de la cuisinière du château a également été retrouvé qui confirme les manifestations variées : déplacements de meubles et d'objets, fauteuils empêchant les portes de s'ouvrir, portes verrouillées qui s'ouvrent, assiettes brisées, bruits de coups frappés parfois très violents, bruits de pas, de boulet roulant sur le sol, de mur qui s'écroule, cris d'allure humaine ou non, sanglots et cris de femme... Le 25 janvier 1876, pendant que le curé lisait son bréviaire devant la cheminée et par temps parfaitement clair, « une grande masse d'eau tombe par la cheminée sur le feu qu'elle éteint et fait voler la cendre ; Mr le curé est aveuglé, il en a la figure couverte. » Le malheureux prêtre signera une attestation outrée de cette attaque peu banale. Les manifestations diminueront après un exorcisme, puis reprendront violemment quelques mois plus tard, obligeant finalement la famille à vendre sa propriété.

### La Roche-en-Brenil (France), 1898
L'affaire est relatée en détail dans un article de la revue de Gaston Méry L’Écho du merveilleux, qui reprend in extenso plusieurs articles publiés à partir du 22 mars 1898 dans le quotidien régional français Le Bien public sous le titre initial « Scène de Sabbat ». Les évènements se déroulent à partir du 19 mars 1898 dans l'habitation de monsieur Garrié-Migné, tisserand, située dans la commune de La Roche-en-Brenil (Côte-d'Or).
Une quinzaine de jours avant les évènements, agacé par le bruit du balancier de sa pendule qui frappait les parois du meuble, le tisserand avait décroché poids et balancier. L'horloge était donc totalement arrêtée. Vers 19 h, alors qu'il était à peine couché, sa lampe s'éteint tandis que le mécanisme de l'horloge tombe avec fracas du haut de son support. Rallumant sa lampe, Garrié ramasse le mécanisme et le pose sur la table, d'où elle retombe immédiatement sur le sol. Affolé, il appelle les voisins à son secours qui, à leur arrivée, constatent une étonnante sarabande durant quatre longues heures : les tables et les chaises se culbutent, les lits remuent, la vaisselle rangée en différents endroits saute de tous côtés et vole en éclats. L'un d'entre eux vient blesser Garrié légèrement à la lèvre supérieure. Des assiettes rangées dans une chaudière pleine d’eau font des sauts d’un mètre et s’échappent de leurs récipients. Des pots à lait sont renversés et leur contenu coule sur les carreaux ; l’un de ces pots est transporté dans une chambre voisine sans être culbuté. Les bouchons, rondelles et portes du poêle s’échappent à travers la fenêtre, brisant tous les carreaux, et vont retomber dans la rue. Le lendemain, dimanche 20 mars à 13 h, l'assiette dans laquelle mange un enfant est cassée et vers 15 h, c'est un buffet adossé à un mur qui culbute en présence de plusieurs témoins.
Après une brève accalmie, les phénomènes reprennent de plus belle : dans la nuit du 21 au 22, en présence de plusieurs personnes dont le curé du village, une grande table massive, longue de 3,3 mètres est culbutée à plusieurs reprises de même qu'une petite table placée dans un coin. Le lendemain matin, c'est le buffet qui s'était renversé le dimanche qui s'avance dans la pièce en se dandinant. La table massive se dresse seule et retombe sur le poêle qu'elle brise, tandis que les chaises sont culbutées en permanence. La situation devenant ingérable, tout le mobilier est sorti provisoirement de l'habitation. Remis à leur place le soir même, la sarabande recommence. Curé, maire et gendarmes ne peuvent que constater une fois de plus le phénomène sans pouvoir en déterminer la cause. Il est à noter que tout se déroule dans la grande pièce d'habitation, laissant indemnes les autres lieux de l'habitation.

Dans une lettre en date du 4 avril 1898, adressée à la rédaction de L’Écho du merveilleux, l'abbé Bourgeot, curé du village, confirme que, dans leur ensemble, les faits relatés sont conformes à ceux dont il a eu connaissance et/ou que lui-même a partiellement constaté, à quelques détails de temps et quelques exagérations près. Sollicité par la rédaction, son opinion est la suivante : 

« Vous voulez bien me demander, monsieur, mon opinion sur ces faits indéniables. Je n'en ai point d'arrêtée. Il ne me parait pas qu'ils puissent être attribués à une cause naturelle. L'instantanéité et la violence avec laquelle ils se produisent, dépasse les forces humaines, et fait écarter toute supposition de supercherie ou de farce, le mot a été prononcé. J'incline à y voir une intervention extra-naturelle. L'agent premier, je l'ignore. »

L'affaire provoque l’afflux de nombreux curieux. On attribue finalement la cause probable du phénomène à la présence d'un enfant âgé de 11 ans de l’Assistance publique de la Seine qui est hébergé dans la famille. Pour s'en assurer, l’enfant est conduit au dépôt de l’Assistance de Saulieu pour un séjour de huit jours. Les perturbations cessent après son départ.

## Cas inexpliqués récents

### Arcachon (France) 1963
La clinique du docteur Cuénot à Arcachon est bombardée de pierres, du mois de mai au mois de septembre 1963, sans que l'on puisse trouver d'explication rationnelle. Des projectiles de toutes natures et de toutes tailles tombent autour du personnel et des patients. Le commissaire de police local ne juge pas utile de procéder à une enquête. Robert Tocquet, appelé en renfort, conclut après une étude minutieuse que cette pluie de pierres est liée à la présence d'une jeune malade névrotique. Elle ne peut en aucun cas être tenue pour responsable du lancement des projectiles, mais le phénomène cesse après son transfert dans une autre clinique,,,.

### Rosenheim (Allemagne) 1968
En novembre 1967, de nombreux phénomènes de nature électrique, mais aussi des déplacements inexplicables de meubles et d'objets, commencent à se produire dans le cabinet de Me Sigmund Adam, un avocat très connu de la ville de Rosenheim près de Munich : les machines de bureau se dérèglent, les disjoncteurs sautent, les ampoules électriques grillent ou se dévissent seules et tombent, les tubes fluorescents tournent dans leurs logements, les plafonniers oscillent jusqu'à toucher le plafond, etc. Les téléphones sonnent sans raison, on note des appels répétés – parfois plusieurs par minute – à l'horloge parlante. Évidemment c'est le réseau électrique qui est tout d'abord soupçonné. Des enregistreurs de tension et d'intensité sont installés par la société de distribution de l'électricité qui envoie sur place deux ingénieurs. Les enregistrements mettent en évidence des variations considérables des valeurs mesurées. Les phénomènes se déroulent en présence des deux spécialistes, de contrôleurs municipaux et d'autres témoins. Pour tenter de trouver une solution, une ligne d'alimentation électrique directe fut reliée au transformateur du réseau électrique. Elle est à son tour remplacée par un groupe-électrogène de secours sans que les anomalies cessent.
Cependant, constatant des défauts dans les mesures du courant électrique, le physicien John G. Taylor considère que l'explication des prétendus phénomènes de poltergeist est en réalité un mélange "d'attentes, d'hallucinations et de tromperie.".
Les bizarreries ne sont pas exclusivement de nature électrique : à partir du mois de décembre 1967 les évènements inexplicables se multiplient : des tableaux se décrochent ou se retournent (la scène est filmée), par deux fois une armoire à documents pesant plus de 150 kg se décolle de 30 cm de la cloison et il faut deux hommes pour la remettre à sa place. Le professeur de physique W. Büchel voit des tiroirs sortir seuls de leurs meubles. On estime qu'au moins une quarantaine de personnes, de tous horizons, furent témoins de ces évènements. Toutefois, en avril 1970, un article de l'hebdomadaire allemand Die Zeit rapportait que les co-auteurs Albin Neumann, Herbert Schiff et Gert Gunther Kramer suggéraient dans leur livre "Falsche Geister, echte Schwindler?" ("Faux esprits, vrais escrocs?") que les allégations de troubles inexpliqués initialement formulées par Adam étaient frauduleuses. Les auteurs ont écrit qu'ils avaient visité le cabinets d'avocats d'Adam et découvert des fils de nylon attachés à des appareils de bureau tels que des plafonniers et des plaques murales qui, une fois tirés, feraient bouger les appareils, et ont conclu que "le public avait été trompé",.

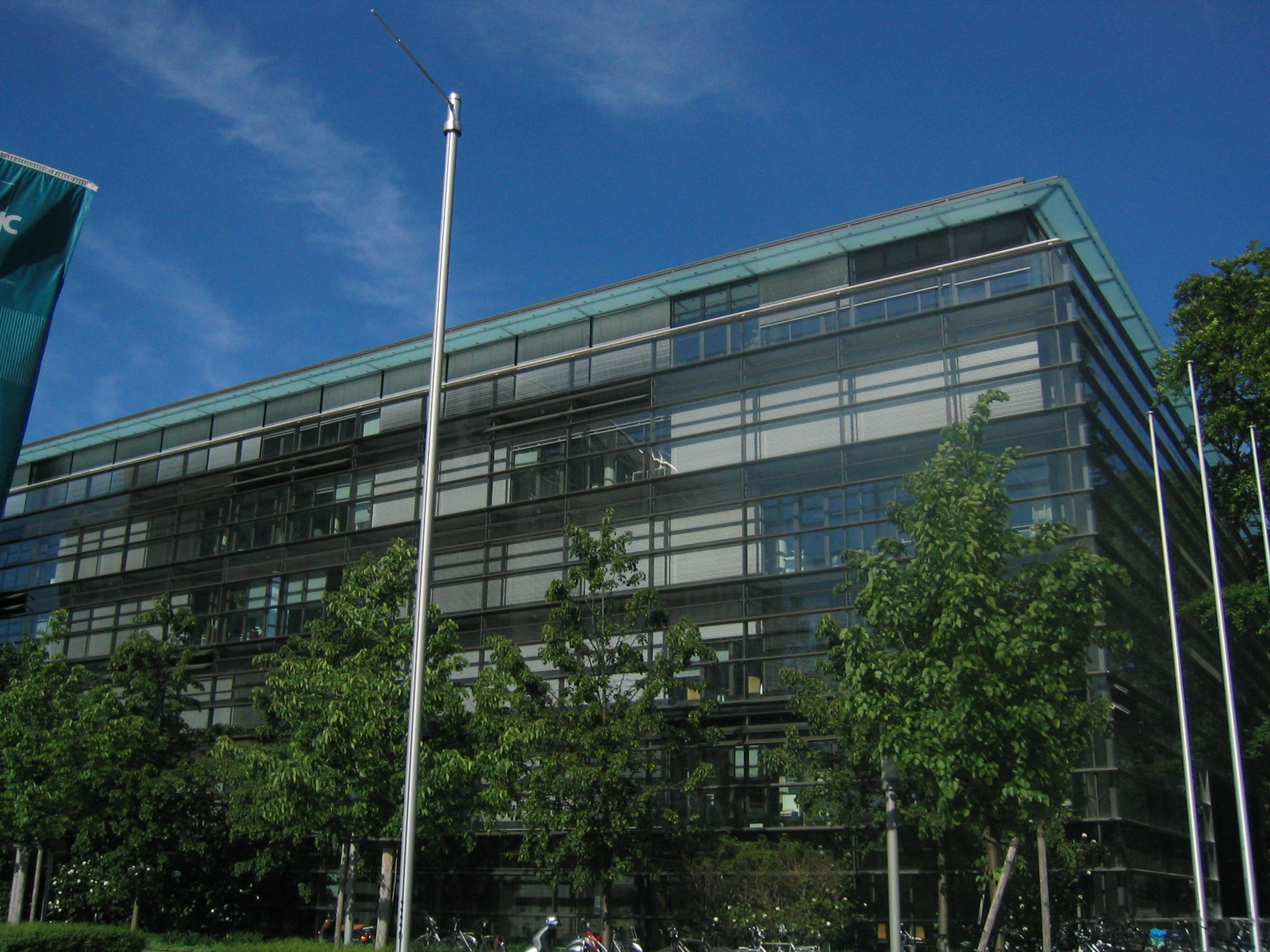
Institut Max-Planck à Munich.

Le docteurs F. Karger et le physicien G. Zicha de l'Institut Max-Planck de physique de Munich sont dépêchés sur place et, après une longue et minutieuse enquête, concluent que les phénomènes, dûment observés et enregistrés, ne sont pas explicables par les moyens actuels de la physique théorique. Les conclusions du rapport officiel de 19 pages rédigé par les deux experts sont les suivantes, :
1. Bien qu'ils aient été enregistrés avec toutes les facilités offertes par la physique expérimentale, les évènements défiaient toute explication par les théories physiques habituelles.
2. Les phénomènes paraissaient résulter de forces non périodiques de courte durée.
3. Ils ne semblaient pas être provoqués par des forces électrodynamiques connues.
4. Il s'agissait non seulement d'explosions, mais aussi de mouvements complexes (rotations de tableaux, courbes décrites par les stylets enregistreurs).
5. Ces mouvements donnaient l'impression d'être sous contrôle intelligent et d'avoir tendance à échapper aux recherches.

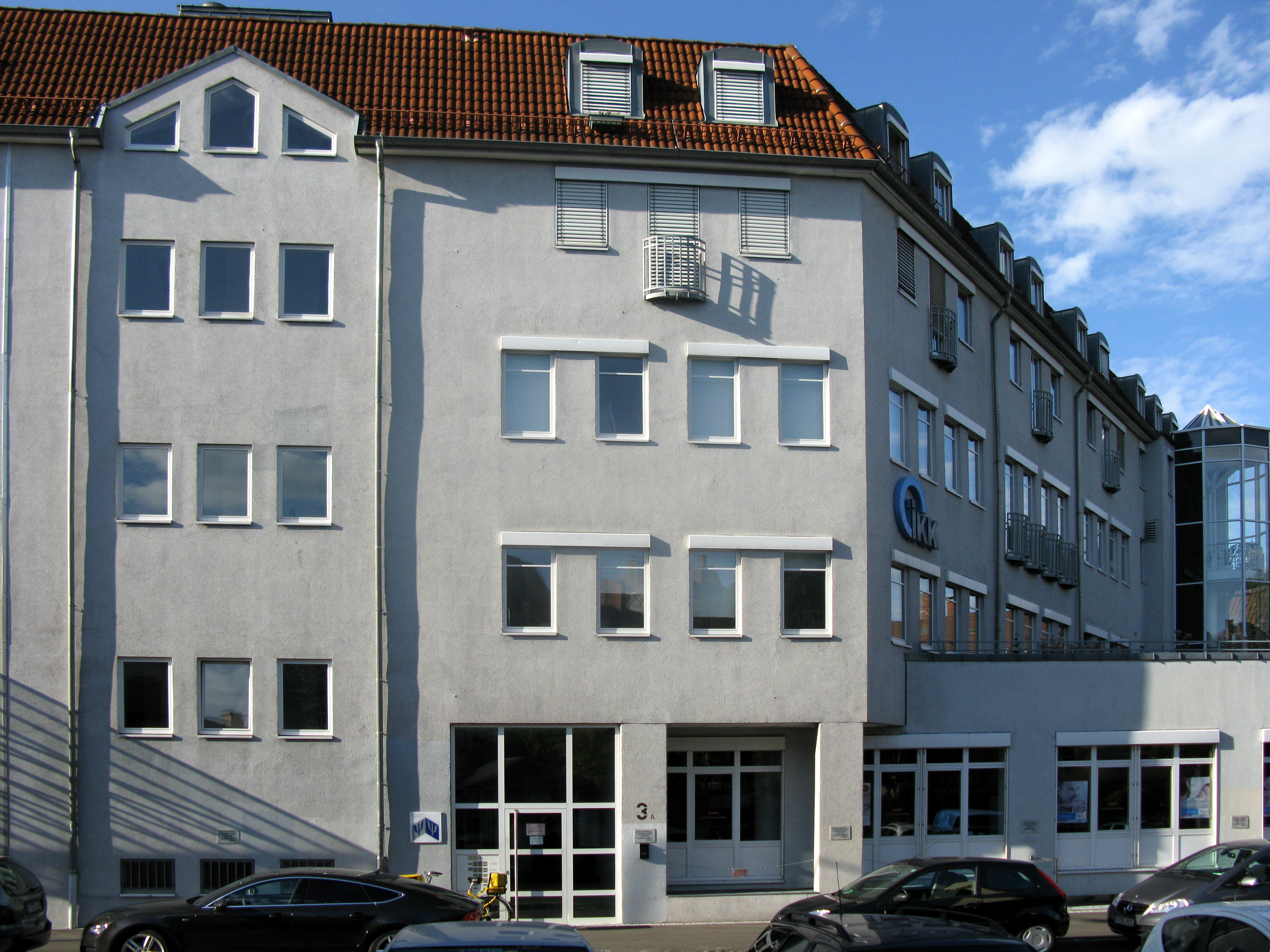
L'IGPP à Fribourg.

Pour tenter d'éclaircir le mystère, l'avocat porte plainte contre X et prend contact avec l'Institut für Grenzgebiete der Psychologie und Psychohygiene (IGPP) de Fribourg, présidé par le professeur Hans Bender, institut privé qui mène des recherches en parapsychologie. Les enquêteurs de l'IGPP constatent que, d'une part, les phénomènes ne se produisent qu'aux heures de bureau et que, d'autre part, ils augmentent d'intensité à l'entrée d'une jeune employée de 19 ans nommée Anne-Marie Schneider. C'est au moment de son passage dans les couloirs que les plafonniers se balancent et que les ampoules éclatent. Lorsque mi-janvier 1968 on trouve un emploi pour Anne-Marie dans une autre étude, avec interdiction formelle de son nouvel employeur de parler de ce qui s'était passé, les phénomènes cessent immédiatement chez Me Adam. Ils se produisent ensuite sur son nouveau lieu de travail et dans sa famille, mais brièvement et sous forme atténuée,,,.
L'enquête de Bender a été critiquée pour avoir omis des détails clés et peut-être pas assez pris en compte les possibles explications naturelles ou rationnelles (par exemple un dysfonctionnement dans le réseau électrique),. Certains pensent qu'il s'agit d'une supercherie (n'ayant pas été détectée par Bender),. Le journaliste et sceptique Piet Hein Hoebens remet en question les allégations de Bender étant donné qu'aucun rapport complet sur ses investigations n'a jamais été publié, et que les comptes-rendus de Bender montrent que l'examen des preuves n'a pas été suffisamment rigoureux. Surtout, Hoebens révèle que Bender n'a pas signalé qu'Annemarie Schaberl a été prise en fraude par un policier.
Bien que les spécialistes et experts présents sur place n'aient trouvé aucune explication aux phénomènes dûment enregistrés, une tentative d'explication rationnelle, impliquant des tubes halogènes défectueux, fut tardivement avancée. L'hypothèse d'un artefact électromagnétique, outre qu'elle n'expliquait pas les déplacements d'objets pesants, fut réfutée en 1976 dans un article du professeur W. Büchel qui rappelle que les critiques doivent s'appuyer sur des démonstrations rigoureuses.

### Arc-Wattripont (Belgique) 1993
Les évènements se déroulent en janvier 1993 dans la petite commune d'Arc-Wattripont près de Tournai en Belgique dans une maison habitée par un couple d'âge mûr, le père de famille étant chauffeur routier. Outre les deux propriétaires, deux de leurs fils et leur fille y logent, ainsi qu'Eric, le petit-ami de cette dernière. Chômeur et privé de domicile pour cause de problèmes familiaux, il y était hébergé depuis le 13 décembre 1992. Sa famille d'accueil est très pieuse, à la limite de la bigoterie. Dès les premiers jours de 1993, des incidents inexpliqués se produisent. Ils atteignent un niveau insupportable dans la soirée du 5 janvier, ce qui conduit le propriétaire à faire appel à la gendarmerie à 22 h 30. La première patrouille arrivant sur place est stupéfaite de découvrir le père de famille portant un casque de chantier pour se protéger des projectiles. D'abord incrédules, les gendarmes constatent par eux-mêmes l'étrangeté des manifestations, ce qui les conduit à demander à une autre patrouille de venir en renfort pour confirmer les faits et participer aux recherches. Deux nuits de suite, les gendarmes sont témoins de déplacements et de chutes d'objets, la table devant laquelle est assis un gendarme se déplaçant d'une quinzaine de centimètres alors qu'il est le seul à proximité. Un pot à lait est projeté au plafond et retombe avec une trajectoire improbable. Un pied de lit est défoncé par un large trou qui se trouve brusquement agrandi devant témoins. Le bas du matelas du lit dans lequel Eric est allongé se soulève d'une trentaine de centimètres pendant plusieurs secondes. La scène est filmée par le caméscope personnel d'un gendarme, mais les images sont de mauvaise qualité. Plus d'une dizaine de gendarmes de différents grades et des policiers dont un commissaire sont témoins des faits. Les fouilles minutieuses qui ont été immédiatement entreprises ne donnent aucun résultat. Au vu des premières constations, il semble que le jeune Eric soit à l'épicentre des manifestations. À la suite d'un exorcisme pratiqué par un prêtre de l’Église Gallicane et de l'éloignement du jeune homme dans un autre logement, les troubles cessent.
Le procureur du Roi de Tournai ouvre une enquête.
En 1999, Yves Lignon fait état dans un de ses ouvrages des témoignages recueillis dès les 21 et 22 janvier par un professeur de physique auprès d'un commissaire de police et de deux de ses adjoints ayant participé aux investigations. Ceux-ci confirment les nombreux phénomènes auxquels ils ont assisté, entre autres l'épisode du pot au lait et du trou dans le pied de lit. À partir de 2010, une enquête approfondie est menée par le CERPI, une organisation belge de recherches sur les phénomènes inexpliqués qui, après avoir vérifié les principaux éléments du dossier et recueilli les témoignages directs de plusieurs gendarmes ayant vécu ces évènements, publie en 2015 ses conclusions qui tendent à démontrer, preuves à l'appui, que des faits incompréhensibles se sont effectivement déroulés durant deux nuits.

## Interprétations et hypothèses
Le phénomène poltergeist n'échappe pas au débat perpétuel (et souvent vif) opposant les « sceptiques » et les « croyants » en matière de faits paranormaux.

« Il est toujours surprenant de constater que, malgré un niveau général d'instruction toujours plus élevé, les croyances en des phénomènes dits « paranormaux » tendent à persister. »

— Richard Monvoisin

« Douter de tout et tout croire sont deux solutions, également commodes, qui toutes deux, dispensent de réfléchir. »

— Henri Poincaré mathématicien, physicien et philosophe français

« Je n'ai jamais dit que c'était possible, j'ai seulement dit que c'était vrai. »

— Sir William Crookes chimiste et physicien britannique, président de la Royal Society

« Personne ne sait ce qu'est un poltergeist. Comme Bertrand Russell l'a dit à propos de l'électricité, ce n'est pas une chose, mais une façon que les choses ont de se comporter. »

— Guy Lyon Playfair, Cette maison est hantée

### Hypothèse rationaliste
Les sceptiques sont essentiellement représentés par les mouvements rationalistes et zététiques, tenants du scepticisme scientifique, qui considèrent que ce type de manifestation, qui défie les bases de la physique et de la raison, a nécessairement une explication rationnelle qui n'a pas été détectée et/ou ne repose que sur des témoignages manquant de fiabilité ou d'objectivité. Ils appuient leur démonstrations sur les nombreux cas où les présumés poltergeists ont trouvé, tôt ou tard, une explication ordinaire satisfaisante, qu'il s'agisse de causes naturelles, de fantasmes, ou de supercheries avérées. Ce point de vue, appliqué à l'ensemble des phénomènes paranormaux, est partagé par une large partie de la communauté scientifique. Il est entre autres synthétisé dans les ouvrages coécrits par le prix Nobel Georges Charpak et le physicien Henri Broch.
Au-delà des positions de principe, les scientifiques considèrent que les connaissances actuelles en physique sont suffisamment avancées pour qu'on sache, avec certitude, que certains phénomènes décrits, tel la téléportation d'un objet à travers un corps solide, panneau ou mur, sont et resteront impossibles, quelles que soient les découvertes futures. Comme le note Carlo Rovelli :

« Ce que les théories actuelles interdisent dans leur domaine d'application ne deviendra jamais possible par la venue d'une théorie qui les engloberait : les Grecs considéraient qu'une pierre ne pouvait pas tomber vers le ciel ? Cela n'a pas changé avec la relativité ou la physique quantique. »

— Carlo Rovelli

### Hypothèse de la «vilaine petite fille»

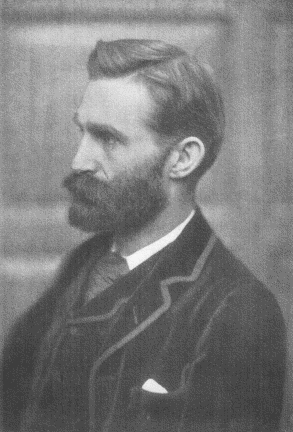
Frank Podmore.

Au tout début du XXe siècle, un membre du comité directeur de la Society for Psychical Research d'Angleterre (Société pour la recherche psychique ou SPR), Frank Podmore a fait l'analyse des milliers de manifestations de poltergeists recensées par son association. Il est arrivé à la conclusion que, dans la plupart des cas, un adolescent perturbé, aux alentours de l'âge de la puberté, est impliqué et plus fréquemment une fille qu'un garçon. Sa seconde conclusion est que les phénomènes sont directement provoqués par les adolescents, soit qu'ils communiquent leurs terreurs et leurs hallucinations à leur entourage, soit qu'ils sont directement les auteurs des supercheries non détectées par les témoins. Sa théorie a été désignée sous le nom de naughty little girl theory (théorie de la vilaine petite fille),.

### Hypothèse sociologique ou folkloriste

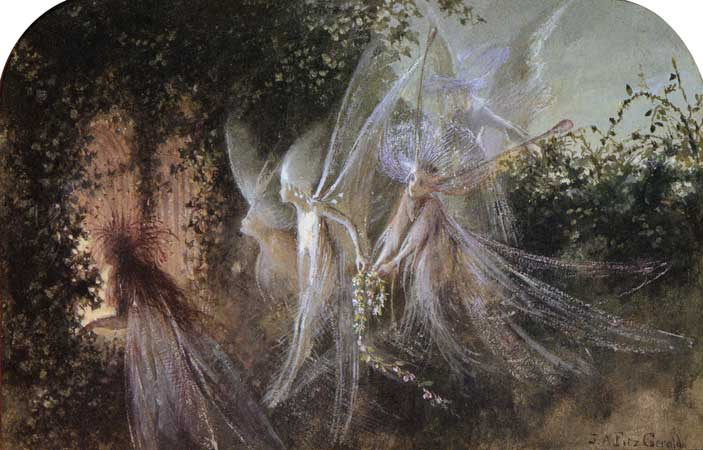
Fées regardant à travers une arche gothique.

Pour les sociologues et les folkloristes, les poltergeists sont une croyance populaire, née de l'inconscient collectif, au même titre que les fantômes, loup-garous, vampires, fées, lutins et autres êtres ou manifestations imaginaires. Un parallèle peut être fait avec l'approche sociopsychologique du phénomène des soucoupes volantes.
Les folkloristes notent également les nombreux parallèles existant entre les facéties attribuées aux fées ou aux lutins (ou tout autre être similaire, quel que soit son nom et ses spécificités) et les agissements des poltergeists. Ceux-ci figurent, avec les fantômes, parmi les punitions infligées à ceux présumés les avoir offensés.

### Hypothèse psychanalytique

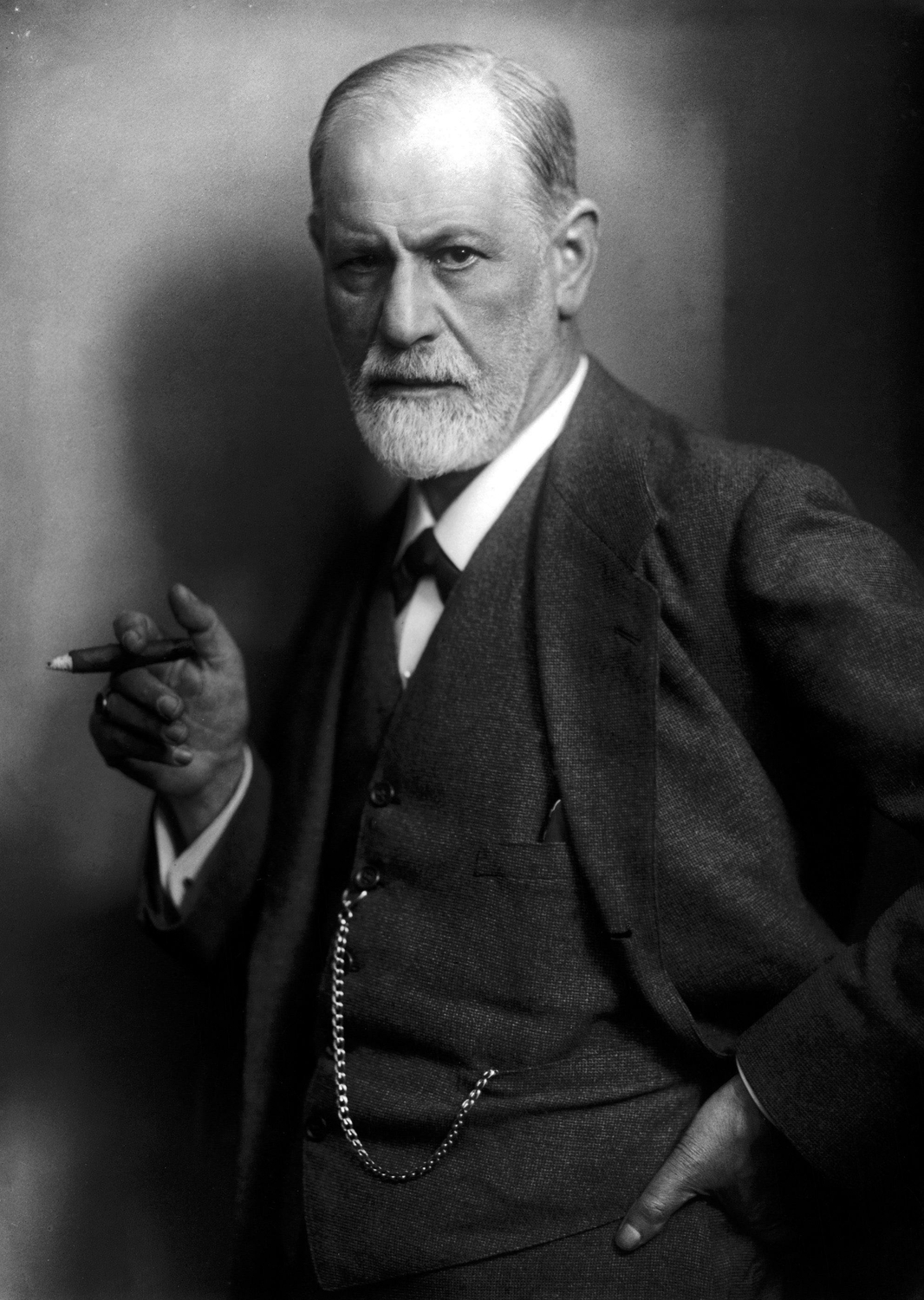
Sigmund Freud.

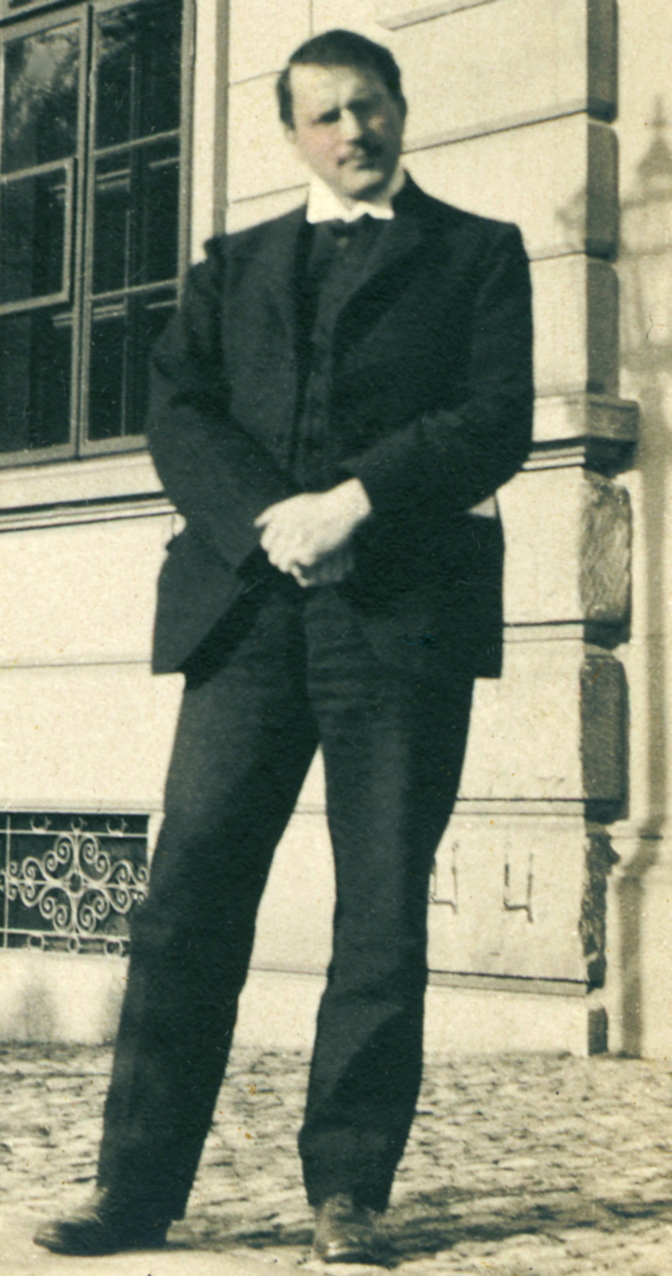
Carl Gustav Jung en 1910.

Pour les psychanalystes, les poltergeists sont de nature hallucinatoire. Ils sont la projection extérieure de conflits psychologiques internes aux individus concernés, auxquels il faut trouver un sens. Selon Sigmund Freud :

« La phase d'agitation hallucinatoire nous apparaît ici encore comme dénotant un combat entre le refoulement et une tentative de guérison qui cherche à ramener la libido vers ses objets. Jung, avec une extraordinaire acuité analytique, a reconnu, dans les « délires » et dans les stéréotypies motrices de ces malades, les résidus des investissements objectaux d'autrefois auxquels ils se cramponnent convulsivement. »

— Sigmund Freud, Cinq Psychanalyses
Dans cette approche, les manifestations physiques éventuelles sont des évènements secondaires, voire négligeables :

« La façon dont vous détournez la question de savoir si ces phénomènes sont réels ou falsifiés, et la ramenez à l'étude psychologique du médium, donc des antécédents, me semble la juste voie pour entreprendre ce genre de recherches, qui conduiront à une explication des faits en question. »

— Ernest Jones, La Vie et l'œuvre de Sigmund Freud
Freud ne croyait pas aux phénomènes de psychokinèse, ce qui n'était pas le cas de Jung, qui relate ainsi ce qui s'est passé pendant une de leurs rencontres où ils abordaient ce sujet, le 25 mars 1909 à Vienne :

« Pendant que Freud continuait sur son idée, j'eus une sensation étrange. J'avais l'impression que mon diaphragme était chauffé à blanc, comme une voûte incandescente. Et juste à ce moment, il se produisit dans la bibliothèque, juste à notre droite, une détonation si bruyante que nous nous levâmes tous les deux, effrayés, craignant qu'elle ne s'écroulât sur nous. Je dis à Freud : “Voilà un exemple de ce qu'on appelle un phénomène catalytique. — Allons donc, s'écria-t-il, c'est une blague. — Ce n'en est pas une, répondis-je. Vous vous trompez, professeur. Et pour le prouver, je prédis qu'il va y avoir une autre détonation aussi violente dans un moment.” Naturellement, j'avais à peine prononcé ces mots qu'on entendit de nouveau la même détonation. J'ignore toujours ce qui me donna cette certitude. Mais je savais, sans aucun doute possible, que le bruit allait se reproduire. Freud se contenta de me regarder bouche bée. Je ne sais pas ce qui se passait dans son esprit, ni ce que signifiait son regard. »

— Carl Gustav Jung, Ma Vie, souvenirs, rêves et pensées
Selon la psychologue et psychanalyste Djohar Si Ahmed:

« Pour moi, la réalité physique des poltergeists n'est ni plus ni moins démontrable que l'existence des fantasmes, ou même de la pensée ! Et croyez-moi : un bon poltergeist, vrai ou faux, vaut bien mieux qu’un cancer, une sclérose en plaques ou un eczéma chronique, sans parler d'une schizophrénie ! L'aspect physique du phénomène n'est pas de mon ressort et ne m'intéresse pas. J'y vois un symptôme, et si une intervention psychologique peut aider à le résoudre, à obtenir que jamais il ne revienne ni ne soit remplacé par autre chose de pire encore, c'est l'essentiel. »

— S. Michelet, Djohar Si Ahmed, Lorsque la maison crie

### Hypothèse parapsychologique ou métapsychique
Depuis la fin du XIXe siècle, plusieurs groupes de recherches sur les phénomènes paranormaux et la parapsychologie se sont penchés sur l'étude des manifestations liées aux poltergeists, tant en France qu'à l'étranger. Citons l'Institut métapsychique international (IMI) créé en 1919 en France, la Society for Psychical Research (SPR) créée en 1898 en Angleterre, l'American Society for Psychical Research (SAPR) aux États-Unis, l'Institut für Grenzgebiete der Psychologie und Psychohygiene (IGPP) en Allemagne ou encore le Brazilian Institute for Psychobiophysical Research (IBPP) au Brésil. Ces organismes, regroupés au sein de la Parapsychological Association, sont composés de chercheurs de diverses disciplines qui tentent une approche scientifique de ces phénomènes.

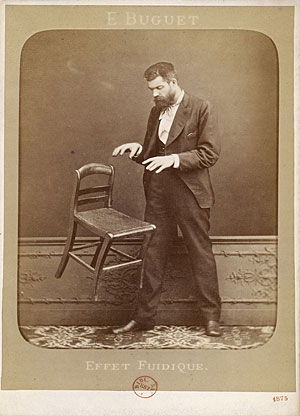
Fausse démonstration de psychokinèse en 1875.

L'hypothèse défendue par les parapsychologues Hans Bender et William G. Roll est généralement retenue par ces chercheurs. Les manifestations seraient dues à un effet de psychokinèse (PK) spontanée, produite inconsciemment par une personne perturbée, et plus spécifiquement dénommée psychokinèse spontanée et répétitive (PKSR). Il est toutefois à noter que « l'effet PK » n'a pas été scientifiquement démontré à ce jour. Selon Alan Gauld, autre spécialiste de la question:

« Les expériences menées dans certains laboratoires ne nous en ont pas assez appris sur la psychokinésie pour décider si oui ou non elle a un rapport quelconque avec les phénomènes des esprits frappeurs. Et nous ne devons pas nous laisser aller à croire qu'en leur appliquant une terminologie à consonance scientifique telle que RSPK nous avons progressé vers une explication. »

— Alan Gauld, Les mystères de l'inconnu
Les parapsychologues sont partagés sur les causes profondes qui animent le sujet à l'origine des manifestations et qui pourraient être :
- Soit des éléments dissociés de la personnalité et de la conscience du catalyseur (médium).
- Soit la perception par ce médium d'une « imprégnation » de l'habitation par la mémoire d'un ou plusieurs défunts l'ayant occupée antérieurement.

Cette dernière éventualité se rapproche de l'hypothèse spirite, dont elle se distingue toutefois par l'absence de référence à un « Esprit » agissant,.
Modélisation du phénomène
Un physicien et psychologue allemand, Walter von Lucadou a proposé un modèle théorique et expérimental original, appelé « Modèle de l'information pragmatique » (MPI), pour décrire les phénomènes parapsychologiques. Selon lui, les poltergeists ont une évolution en quatre phases successives :
- Surprise : Découverte de manifestations croissantes dont les causes physiques sont vainement recherchées par les témoins qui finissent par demander une aide extérieure (police, gendarmerie, etc.)
- Déplacement : En l'absence de causes identifiées, l'origine surnaturelle commence à être évoquée. La nature des manifestations évolue. La venue de journalistes et de parapsychologues augmente la « demande » implicite en faits observables qui, parallèlement, se raréfient.
- Déclin : Les observateurs se lassent et se désintéressent. On découvre des fraudes.
- Répression : La fraude est médiatisée, les témoins sont mis au pilori et ridiculisés.

Le modèle imaginé par Walter von Lucadou est extrêmement complexe. En résumé, le phénomène ne pourrait disposer que d'une quantité finie d'information pragmatique (I) échangée avec l'environnement dans un processus décrit par une équation mathématique :
I = Fiabilité × Autonomie = Confirmation × Nouveauté.
Il en découle que la recherche d'augmentation de la fiabilité des observations fait décroître l'autonomie de celles-ci et que l'augmentation de la perception de ces manifestations, leur confirmation, diminue leur nouveauté. Une des conséquences de cette théorie serait l'explication de la difficulté récurrente à obtenir des preuves incontestables. Par exemple, l'enregistrement vidéo intégral d'une manifestation excèderait la quantité d'information pragmatique disponible du phénomène et serait donc impossible,.

### Hypothèse religieuse

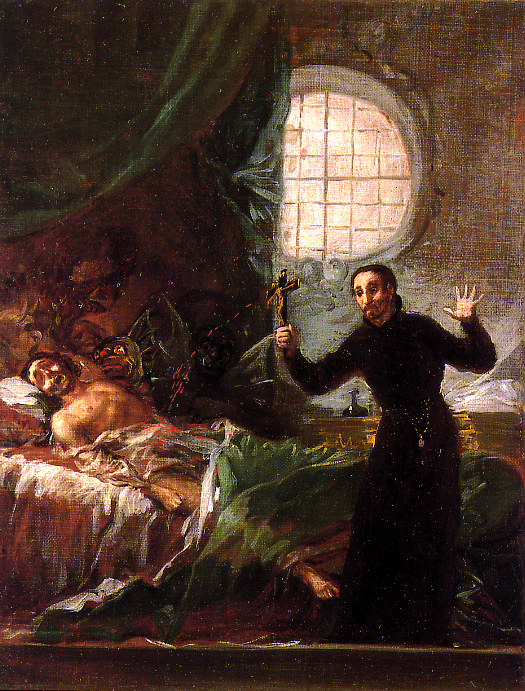
Un exorcisme vu par Goya.

La possibilité d'infection de lieux ou de personnes par des démons et leur expulsion par des opérations religieuses ou magiques spécifiques, est présente dans la plupart des religions et des cultures.
Avec de nombreuses variantes, les Églises chrétiennes ont, en général, longtemps considéré que les phénomènes de hantise et de poltergeist étaient des cas de possession diabolique dus à la présence d'entités démoniaques qui pouvaient être chassées à l'aide de rituels appropriés appelés exorcismes. Cette pratique s'est développée simultanément avec l'omniprésence du démon dans la religion, de la fin du Moyen Âge jusqu'au XIXe siècle. Actuellement[Quand ?] l'exorcisme n'est généralement plus utilisé qu'en dernier recours, avec des succès divers, après l'échec de solutions d'ordre psychologiques ou psychiatriques :

« Sous une forme simple, l'exorcisme est pratiqué lors de la célébration du Baptême. L'exorcisme solennel, appelé “grand exorcisme”, ne peut être pratiqué que par un prêtre et avec la permission de l’évêque. Il faut y procéder avec prudence, en observant strictement les règles établies par l'Église. L'exorcisme vise à expulser les démons ou à libérer de l'emprise démoniaque et cela par l'autorité spirituelle que Jésus a confié à son Église. Très différent est le cas des maladies, surtout psychiques, dont le soin relève de la science médicale. Il est important, donc, de s'assurer, avant de célébrer l'exorcisme, qu'il s'agit d'une présence du Malin, et non pas d'une maladie. »

— Catéchisme de l'Église catholique
.

Pour autant, le père Herbert Thurston, prêtre catholique jésuite, rappelle que les exorcismes concernent exclusivement l'expulsion des esprits immondes du corps des vivants et que : 

« ... les rituels autorisés par la hiérarchie ecclésiastique ne fournissent aucune prière se rapportant au problème des lieux prétendument hanté, à tort ou à raison; exception faite des formules courantes, pour la bénédiction d'une maison, contenues dans le rituel romain. »

Il est d'ailleurs patent que, dans plusieurs cas relatés dans son ouvrage, les rituels divers pratiqués par des prêtres de diverses religions chrétiennes pour tenter de faire cesser les phénomènes ont tous échoué, des symboles religieux tels que crucifix, images pieuses ou eau bénite ayant eux-mêmes été victimes des exactions.

### Hypothèse spirite

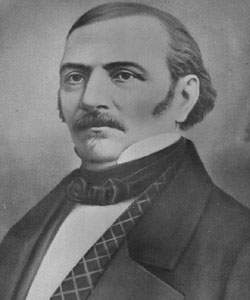
Allan Kardec, fondateur du spiritisme.

Selon la doctrine spirite exposée par Allan Kardec, les poltergeists sont les manifestations d'Esprits désincarnés de bas niveau, appartenant à la sixième classe du troisième ordre, selon l'échelle spirite :

« Sixième classe : Esprits frappeurs et perturbateurs. Ces Esprits ne forment point, à proprement parler une classe distincte, eu égard à leurs qualités personnelles ; ils peuvent appartenir à toutes les classes du troisième ordre. Ils manifestent souvent leur présence par des effets sensibles et physiques tels que les coups, le mouvement et le déplacement anormal de corps solides, l'agitation de l'air, etc. Ils paraissent, plus que d'autres, attachés à la matière; ils semblent être les agents principaux des vicissitudes des éléments du globe, soit qu'ils agissent sur l'air, sur l'eau, le feu, les corps durs ou dans les entrailles de la terre. On reconnaît que ces phénomènes ne sont point occasionnés par une cause fortuite ou physique, quand ils ont un caractère intentionnel et intelligent. »

— Allan Kardec, Le Livre des Esprits
La présence d'un médium à effet physique semble toutefois indispensable. Le médium ignore généralement qu'il possède cette faculté. Il cède involontairement de l'énergie aux Esprits qui s'en servent pour provoquer les manifestations, comme ce fut le cas pour les sœurs Fox, à l'origine du mouvement spirite.

## Arts, culture, médias

### Littérature

#### Essai
- Henri Michaux, Une voie pour l'insubordination, Fata Morgana, 1980  (ISBN 978-2-85194-793-2)

#### Romans
Bien que s'inspirant de faits réels, ces romans sont de pures fictions, allant bien au-delà des événements les ayant inspirés.
- L'Exorciste roman de William Peter Blatty paru en 1971, a été inspiré par un cas de poltergeist relevé dans la presse locale du Maryland en 1949, concernant un garçon de 14 ans.
- Amityville : La Maison du diable, roman de Jay Anson paru en 1977, a été inspiré par l'aventure présumée vécue par la famille de George Lutz. Un grand nombre des phénomènes décrits ont trouvé une explication banale. De nombreuses contradictions et déformations dans les propos mêmes de la famille Lutz jettent par ailleurs un voile de discrédit sur leur récit.

#### Personnage
- Dans la saga Harry Potter, Peeves est un esprit frappeur qui s'amuse à martyriser les jeunes étudiants en leur faisant des farces ou en leur lançant des malédictions.

### Cinéma
Les scénarios des films mélangent des manifestations physiques typiques des poltergeist avec des phénomènes d'apparitions et de possessions diaboliques.
- Au rendez-vous de la mort joyeuse de Juan Luis Buñuel, France / Italie, 1972
- L'Exorciste (The Exorcist) de William Friedkin, États-Unis, 1973. Tiré du roman homonyme de William Peter Blatty
- Amityville : La Maison du diable (The Amityville Horror) de Stuart Rosenberg, États-Unis, 1979 ; tiré du roman de Jay Anson
- Poltergeist de Tobe Hooper, États-Unis, 1982 ; repris en 2015 par le réalisateur Gil Kenan
- Poltergeist II (Poltergeist II: The Other Side) de Brian Gibson, États-Unis, 1986
- Poltergeist III de Gary Sherman, États-Unis, 1988.
- Poltergay d'Eric Lavaine, France, 2006
- Poltergeist de Sam Raimi et Gil Kenan, États-Unis, 2015
- Conjuring 2 : Le Cas Enfield de James Wan, États-Unis, 2016

### Télévision
- Poltergeist, les aventuriers du surnaturel série télévisée américano-canadienne.
- Supernatural série télévisée américaine, créée par Eric Kripke et produite par McG, où les frères Winchester pourchassent des esprits et des créatures surnaturelles[N 21].
- Esprit frappeur est le titre du quatrième épisode de la quatrième saison de la série télévisée Dr House[N 22].
- Poltergeist est le nom de l'épisode 53 de la troisième saison de Kaamelott.
- American Horror Story, série d'anthologie américaine, créée par Ryan Murphy. La première saison est centrée sur une maison hantée et ses étranges locataires.
- Ghost Hunt, le premier cas de la série manga adapté du Light Novel du même nom implique un poltergeist.

### Musique
- The Poltergeist est une chanson de heavy metal de King Diamond, présente dans l'album The Spider's Lullabye. Les paroles content la rencontre d'un homme avec un poltergeist[97].
- Poltergeist est une chanson de jazz de Shiina Ringo.
- Poltergeist est une chanson de jazz de Mayumi Kojima (en), utilisée comme générique d'ouverture de l'anime Ghost Hound[98].

### Jeux vidéo
- Un boss de Super Mario Galaxy (et sa suite Super Mario Galaxy 2) est fortement inspiré des Poltergeists (il se nomme d'ailleurs Polta en version française et Bouldergeist en version anglaise, en référence au phénomène duquel il est inspiré)[99].
- Le pokémon Motisma de la série Pokémon est un poltergeist, il peut prendre le contrôle de différents appareils ménagers[100]. Le Pokémon Polthégeist, de son nom français, fait référence au poltergeist.
- Dans la série Touhou Project, les sœurs Prismriver, Lunasa, Lyrica et Merlin, sont toutes trois des poltergeists.
- Dans le jeu Phasmophobia.
- Dans le jeu Reverse:1999, Poltergeist est un personnage jouable. Elle represente l'esprit d'une jeune fille morte de noyade avec trois jambes[101].